# Simon Stone (Regisseur)

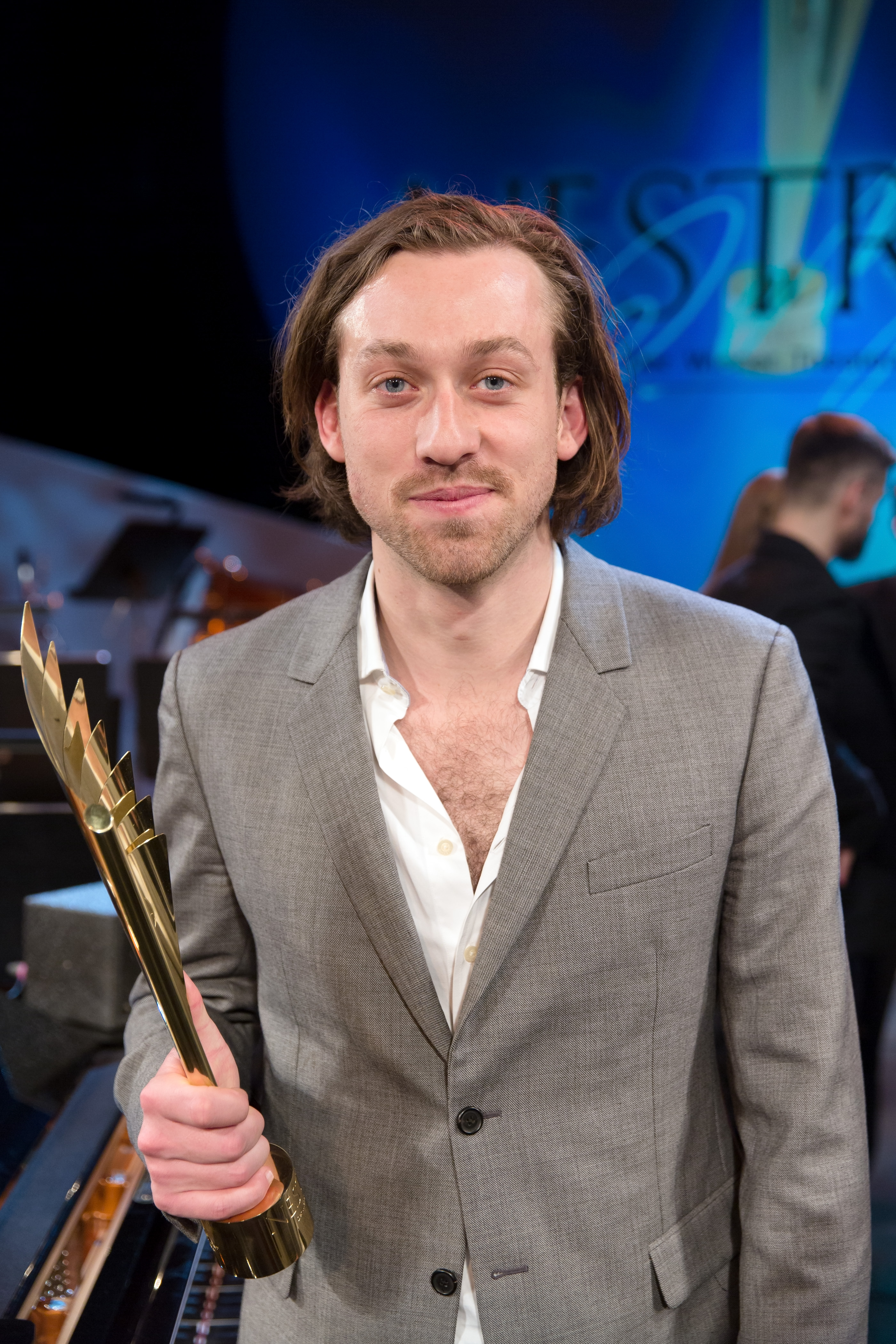
Simon Stone mit dem gewonnenen Nestroy-Theaterpreis als bester Regisseur (2015)

Simon Stone (* 1984 in Basel) ist ein australisch-schweizerischer Theater-, Film- und Opernregisseur, Autor und Schauspieler.

## Leben
Simon Stone wurde in Basel geboren, seine Familie zog zuerst nach Cambridge (UK), 1996 übersiedelten sie nach Melbourne, wo er an der Universität Melbourne am Victoria College of the Arts studierte und als Schauspieler, Autor und Theaterleiter tätig war.
2007 gründete er The Hayloft Project, eine Theaterkompanie, für die er unter anderem Frühlings Erwachen von Frank Wedekind, Thyestes von Seneca, Platonow und Drei Schwestern von Anton Tschechow sowie Der Selbstmörder von Nikolai Erdman adaptierte. 2011 wurde er in Sydney Hausregisseur am Belvoir Theatre, für das er beispielsweise eine neue Fassung von Henrik Ibsens Wildente schrieb und in Szene setzte. Mit dieser Inszenierung gastierte er etwa 2012 am Nationaltheatret in Oslo beim Internationalen Ibsen-Festival, 2013 bei den Wiener Festwochen und beim Holland Festival in Amsterdam, wo die Inszenierung mit Publikumspreis ausgezeichnet wurde. In weiterer Folge wurde er als Gastregisseur etwa 2014 an das Theater Oberhausen mit einer Insenzierung von Orestie eingeladen, mit der Toneelgroep Amsterdam inszenierte er Euripides Medea.
Für die australische Filmanthologie The Turning lieferte er 2013 den Beitrag Reunion, der Film wurde zur Berlinale 2014 eingeladen. Sein Film Die Wildente mit Odessa Young, Geoffrey Rush und Miranda Otto, bei dem Stone Regie führte und zu dem er basierend auf Ibsens „Die Wildente“ das Drehbuch schrieb, lief unter anderem beim Toronto International Film Festival 2015 und bei den Internationalen Filmfestspielen von Venedig 2015. Der Film erhielt allein bei den 6. AACTA Awards 2016 zehn Nominierungen in neun Kategorien (zweimal bei beste Nebendarstellerin) und gewann in den Kategorien beste Hauptdarstellerin (Odessa Young), beste Nebendarstellerin (Miranda Otto) und für das beste adaptierte Drehbuch (Simon Stone).
Seit 2015 ist er unter der Intendanz von Andreas Beck Hausregisseur am Theater Basel. Im Rahmen der Verleihung des Nestroy-Theaterpreises 2015 wurde er in der Kategorie Beste Regie für seine Inszenierung von John Gabriel Borkman am Wiener Akademietheater in Koproduktion mit den Wiener Festwochen und dem Theater Basel ausgezeichnet. Seine Inszenierung der Drei Schwestern am Theater Basel wurde 2017 in der Kritikerumfrage der Zeitschrift Theater heute  zum Stück des Jahres gewählt. Im Rahmen der International Opera Awards 2017 war er in der Kategorie Newcomer nominiert. 
In der Saison 2016/17 debütierte er am Theater Basel als Opernregisseur mit Die tote Stadt von Erich Korngold, bei den Salzburger Festspielen führte er 2017 bei der Oper Lear von Aribert Reimann Regie. 
Anfang 2018 wurde sein Stück Hotel Strindberg nach August Strindberg am Wiener Akademietheater unter anderem mit Martin Wuttke, Franziska Hackl und Caroline Peters uraufgeführt. 2019 wurde das Stück zum Berliner Theatertreffen eingeladen.
Am Berliner Ensemble inszenierte er das von ihm verfasste Stück Eine griechische Trilogie, basierend auf Lysistrata von Aristophanes, sowie Die Troerinnen und Die Bakchen von Euripides. Die Uraufführung erfolgte im Oktober 2018 unter anderem mit Stefanie Reinsperger, Caroline Peters, Constanze Becker, Martin Wuttke und Tilo Nest. Es wurde zu den Mülheimer Theatertagen 2019 eingeladen.
Bei den Salzburger Festspielen 2019 inszenierte er Cherubinis Médée mit Jelena Stichina in der Titelrolle und unter der musikalischen Leitung von Thomas Hengelbrock.
Für Netflix drehte er mit Die Ausgrabung (2021) basierend auf dem Historienroman The Dig von John Preston seinen zweiten Langspielfilm, mit Carey Mulligan und Ralph Fiennes in den Hauptrollen. Im März 2021 wurde seine Inszenierung von Giuseppe Verdis La Traviata aus der Wiener Staatsoper, einer Koproduktion mit der Opéra National de Paris, übertragen. Im Sommer hatte Simon Stones Yerma-Version an der Schaubühne Berlin Premiere. Am Münchner Residenztheater wurde die Spielzeit 2021/22 im September 2021 mit dem von Simon Stone verfassten und inszenierten Werk Unsere Zeit frei nach Motiven von Ödön von Horváth eröffnet. Ebenfalls im September 2021 wurde am Burgtheater sein Stück Komplizen basierend auf Kinder der Sonne und Feinde von Maxim Gorki uraufgeführt.

## Auszeichnungen (Auswahl)
- 2015: Verleihung des Nestroy-Theaterpreises 2015 – Beste Regie für seine Inszenierung von John Gabriel Borkman am Wiener Akademietheater in Koproduktion mit den Wiener Festwochen und dem Theater Basel
- 2016: Verleihung des Nestroy-Theaterpreises 2016 – Beste deutschsprachige Aufführung für seine Inszenierung von Engel in Amerika am Theater Basel
- 2017: Theater heute – Stück des Jahres für seine Inszenierung von Drei Schwestern am Theater Basel
- 2018: Kunstpreis Berlin in der Sparte Darstellenden Kunst[15]

## Nominierungen (Auswahl)
- 2017: Verleihung des Nestroy-Theaterpreises 2017 – Nominierung in der Kategorie Beste deutschsprachige Aufführung für Drei Schwestern am Theater Basel
- 2017: International Opera Awards 2017 – Nominierung in der Kategorie Newcomer
- 2018: Verleihung des Nestroy-Theaterpreises 2018 – Nominierung in der Kategorie Beste Regie für Hotel Strindberg am Akademietheater in Koproduktion mit dem Theater Basel[16]
- 2022: Verleihung des Nestroy-Theaterpreises 2022 – Nominierung in der Kategorie Beste Regie für Komplizen am Burgtheater[17]
- 2022: International Opera Awards 2022 – Nominierung in der Kategorie Regie[18]
- 2024: Österreichischer Musiktheaterpreis 2024 – Nominierung in der Kategorie  Bester Regie für Griechische Passion bei den Salzburger Festspielen[19]

## Filmografie (Auswahl)

### Als Schauspieler
- 2002–2003: MDA (Fernsehserie)
- 2002–2005 Blue Heelers (Fernsehserie, zwei Episoden, verschiedene Rollen)
- 2006: Jindabyne – Irgendwo in Australien
- 2006: Kokoda
- 2009: Rush (Fernsehserie, eine Episode)
- 2009: Balibo
- 2009: City Homicide (Fernsehserie, eine Episode)
- 2010: Blame
- 2011: The Eye of the Storm
- 2012: Being Venice

### Als Regisseur
- 2013: The Turning – Reunion
- 2015: Die Wildente (The Daughter)
- 2021: Die Ausgrabung (The Dig)

### Als Drehbuchautor
- 2015: Die Wildente (The Daughter)